# Landomycine

Landomycin A

Landomycin B

Die Landomycine gehören zur Gruppe der Angucycline und werden aus Streptomyces isoliert. Sie werden auf die Verwendung als Antikrebsmedikamente untersucht.